# ФК „Стокпорт Каунти“
ФК „Стокпорт Каунти“ (на английски: Stockport County F.C.) e английски футболен отбор от град Стокпорт, създаден през 1883 година. Оригиналното име на отбора е Хийтън Норис Роувърс (Heaton Norris Rovers), но през 1890 г. е променено на Стокпорт Каунти.

## История
След като печели титлата на Ланкашър Лийг през 1990 г., Каунти си извоюва място във Футболната лига, а в първия си мач свършва наравно 2:2 с Лестър Фос като гост. След като три от четирите си сезона Каунти завършва на последно място в класирането, отборът не е преизбран в Лигата и прекарва един сезон в долната дивизия – Ланкашър Комбинейшън. Каунти спечелва лигата същия сезон и прави незабавно завръщане към професионалистите. Оттогава отборът не е спирал да бъде професионален отбор и член на Футболната лига.
Присъединяването към Лигата означавало, че клубът трябвало да се раздели със стадиона си „Нършъри Ин“ и през 1902 година отборът се премества на юг от река Мърси на новия си стадион „Еджли Парк“, който остава стадион на Каунти и до днес.
Производството на шапки е солидна индустрия в северен Чешър и в югоизточен Ланкашър през XVI век. През XIX век Стокпорт става национален център на занаята и от 1900 година, прякорът на Каунти – шапкарите (The Hatters), се е превърнал в синоним на клуба.
В първите години от основаването си Каунти играе в различни цветове, най-вече комбинация от синьо и бяло. От 1930-те до 1960-те отборът играе с бели фланелки и черни шорти. През този период екипите често са били и изцяло бели.
През 1965 година директорът на отбора Вик Бърнард, участник в клубната революция (известна като Go Go Go County), отново въвежда синия екип, който и до днес се носи от играчите.
Понастоящем Стокпорт Каунти е ръководен от мениджъра Гари Аблет, който подписва през 2009 година.